# 日立フローラ

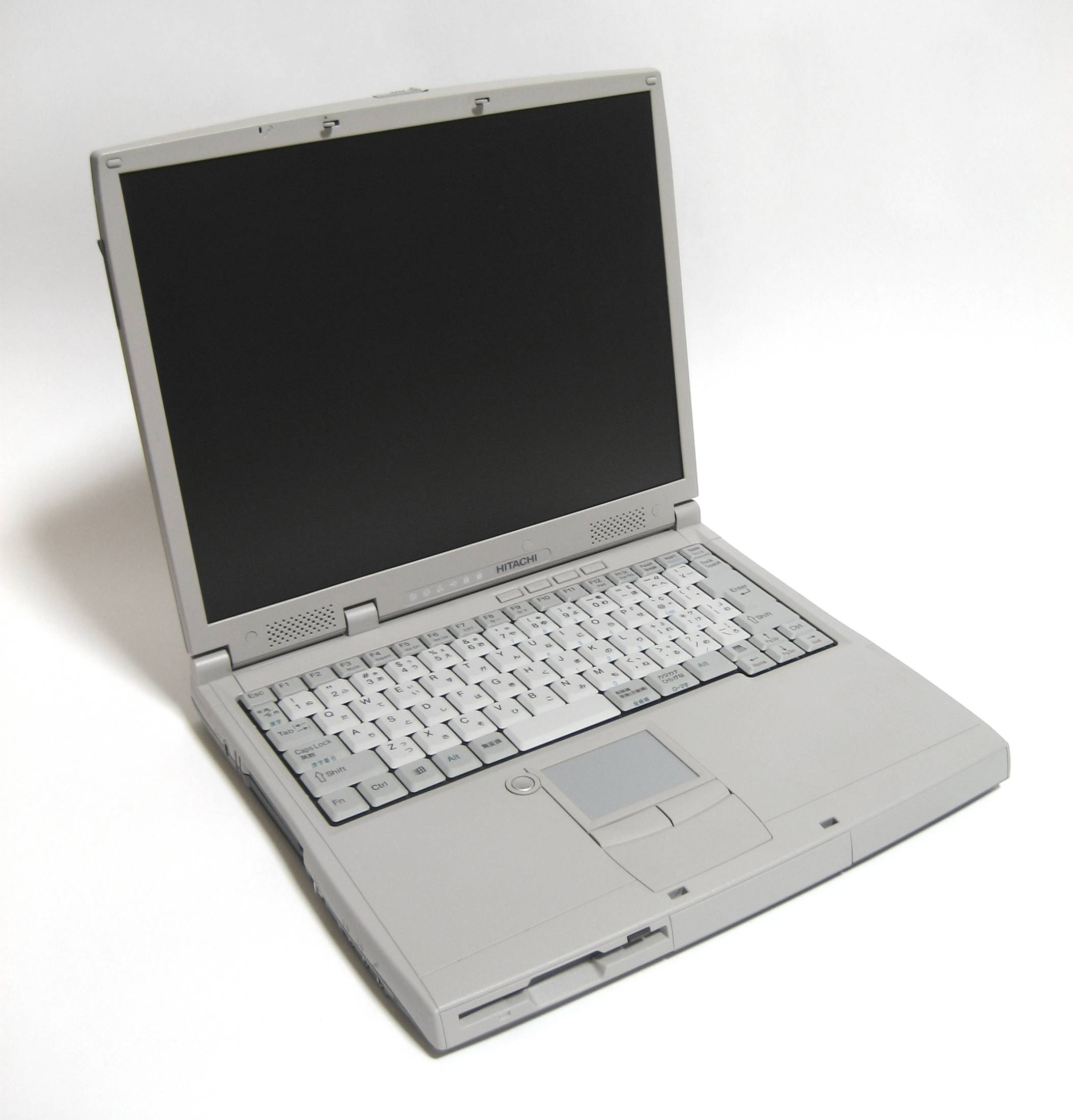
日立フローラ 270GX NW2

フローラ（英: FLORA）は、日立製作所が製造、販売していた、ビジネス向けパーソナルコンピュータである。

## 概要
1991年、日立は従来の企業向け製品であったB16/B32シリーズの販売を終了し、PC/AT互換機に日本語機能を追加したAX規格に準拠したパソコン、「フローラ」を発表した。バブル崩壊し始めの当時、従来の大型汎用コンピュータによる集中処理から端末側での分散処理への移行、ダウンサイジング化の動向に合わせ、クライアントサーバモデルによるネットワーク処理システムを提案した。
1993年には、DOS/VならびにWindows 3.1対応に変更され、一般的なPC/AT互換機となった。1994年にはコンシューマモデルがラインナップされ、1995年にコンシューマブランドPX（後の FLORA Prius）が登場、1999年に独自ブランドとして分離した。1997年に液晶ディスプレイをキーパーツとした一体型、スリムタワー型を主力ラインナップとし、パソコンの省スペース、省エネを提案。後のパソコンの潮流をいち早く採用した。1998年には、高速なマルチメディア対応のオペレーティングシステムとして注目されていた、 BeOSを搭載したモデルFLORA Prius 330Jを発表、秋葉原などの一部店舗などを中心に販売した。
2005年には、当時施行された個人情報保護法に対応した、ハードディスクなどの大容量記憶装置を除去、オフィスのサーバに保管、仮装ドライブとして利用するセキュリティPC（FLORA Se シリーズ）を発売した。このPCにはUSBポートなどがあるが、外付け外部記憶装置及び外部出力装置は一切使用できない(後付けで改造して使用することは可能) 。オペレーティングシステムはWindows XP Embeddedを採用している。なお、USBポートにはKeyMobileという認証キーを差さないと認証が通過しない仕組みになっている。その他、指静脈認証装置、USBハンドフォンのみが動作対象保証とされている。
2005年、Microsoft Office Professional Edition 2003およびMicrosoft Office Standard Edition 2003を、マイクロソフトオープンライセンスエクスプレスとして提供が開始された。これは事前にマイクロソフトへの登録を事前に行うことにより、ライセンスの提供、インストール、ディスクキットの提供を実施するサービスである。従来のプレインストール品とは違い、ライセンス製品のため、機器を新しくした際でもライセンスが使用できる、ディスクキットがあればダウングレード権の行使ができるなどのメリットがある。しかし企業向けPC事業は赤字が続いていたことから、2003年辺りの一部のノートはシャープのOEMであった。
2007年3月、ヒューレット・パッカードと業務提携を結び、「ビジネス用PC（HP社製）」を販売した。これにより、自社でのビジネス用PCの製造は中止し、FLORAとしてのブランドは終了した。ただし、前述の FLORA Se シリーズ（セキュリティPC）と、FLORA bd シリーズ（クライアントブレード）は製造販売を行っていたが、2017年3月にかけていずれも製造および出荷を終了した。
2007年8月には、コンシューマ向けモデルであった。FLORA Priusの製造が終了され、10月に同社は一般家庭向けPC事業からの撤退を表明した。

## ラインアップ
各モデルとも3年保証と1年保証のものがある。3年保証のシリーズには「W」が付加される。例えばFLORA 310の3年保証であればFLORA 310Wとなる。
ただし、現在のFLORAシリーズでは全てに「W」がつくようになった。3年保証の場合はPC8から型式が始まり、1年保証の場合はPC4から型式が始まるように変更された（3年保証製品には「W」をかたどったマークに「WARRANTY」と書かれた銀色のシールが貼付されている）。
- ノートモデル
  - A4オールインワン（FLORA 270シリーズ）
  - B5モバイル（FLORA 250シリーズ、220シリーズ（シャープのOEM）（220シリーズは現在販売されていない）、220TX(Crusoe搭載モデル)[4] （不具合対象の Crusoe は220TX向けには出荷されていなかった[5]））
  - B5軽量型（FLORA 210シリーズ）
- デスクトップモデル
  - 液晶一体型（FLORA 310シリーズ）
  - スリムタワー型（FLORA 330シリーズ、350シリーズ）
- セキュリティPC（FLORA Seシリーズ）
  - 液晶一体型（FLORA 310 Seシリーズ）
  - スリムタワー型（FLORA 330 Seシリーズ）
  - ノート型（FLORA 210 Seシリーズ）
  - クライアントHDD用 ブレードサーバ（FLORA bdシリーズ）

### 従来モデル
- インターネットアプライアンス（タブレット型）（FLORA ieシリーズ）
- ブック型（ラップトップ）
- ミニタワー型（FLORA 400シリーズ）